# United States Department of Commerce
Het United States Department of Commerce is het Amerikaanse ministerie van Economische Zaken en belast met het bevorderen van de economische groei in de VS.
Ten tijde van de oprichting in 1903 heette het United States Department of Commerce and Labor. In 1913 werd het hernoemd tot Department of Commerce en de bureaus en agentschappen die betrekking hadden op arbeid, werden ondergebracht in het nieuw opgerichte Department of Labor. Onder het ministerie vallen onder meer het United States Census Bureau en de National Oceanic and Atmospheric Administration.
De missie van het departement is het "bevorderen van werkgelegenheid en verbeterde levensstandaard van alle Amerikanen door middel van het creëren van een infrastructuur die economische groei, technologische concurrentiekracht en duurzame groei ondersteunt". Enkele taken zijn het vergaren van economische en demografische gegevens voor private en publieke besluitvorming, het uitgeven van patenten en handelsmerken en het assisteren bij de totstandkoming van industriële standaarden. De leiding is in handen van de Secretary of Commerce.